# Felix und Felicia (Hirsch)
Felix und Felicia. Eine Sommergeschichte ist eine Erzählung von Karl Jakob Hirsch, die 1933 beim S. Fischer Verlag erschien.

## Handlung
Der Architekt Felix und die Theaterschauspielerin Felicia fahren gemeinsam von Berlin aus in ihrem kleinen Auto an den Bodensee, wo sie den Sommer verbringen wollen. Sie genießen die Fahrt, die Landschaft, das schöne Wetter und das gute Essen, auch wenn es zwischendurch zu kleineren Streitereien kommt. Anlass dafür sind zum einen das pannenanfällige Auto und zum anderen ihre beiden Hunde Billy und Willy: Felix bereut, die Hunde mitgenommen zu haben, weil sie immer wieder ausreißen und zudem bei der Suche nach Unterkünften Probleme bereiten. Wo immer möglich, übernachten Felix und Felicia in getrennten Zimmern, scheinen also nicht verheiratet zu sein. Schließlich mieten sie sich im Hof von Herrn und Frau Lüthy ein, der auf einem Berg liegt und von dem man eine schöne Aussicht über den ganzen See hat.
Sie lernen den wohlhabenden Schweizer Likörfabrikanten Eggimann aus Frauenfeld kennen, der von Felicias Schönheit und Lebensfreude fasziniert ist. Sie treffen ihn zu verschiedenen Gelegenheiten wieder und er verliebt sich immer mehr in Felicia. Auch deshalb verschafft er Felix einen großen Auftrag: Felix soll einen Hotelneubau am Seeufer entwerfen, für den Eggimann sich mit anderen Geldgebern zusammengetan hat.
Inzwischen sind im Hof der Lüthys weitere Gäste angekommen: das Ehepaar Ramony mit ihrer 23-jährigen Tochter Jolanda. Die Eltern suchen dringend einen Schwiegersohn für Jolanda und wären erfreut, wenn Felix (oder noch besser: der reiche Eggimann) Interesse zeigen würde.
Eggimann gibt im nahegelegenen Gasthof ein Sommerfest mit Musik und Tanz, um den Vertragsabschluss mit Felix zu feiern, aber auch um Felicia näherzukommen. Als er ihr gesteht, ernsthafte Absichten zu haben, muss Felicia die Karten auf den Tisch legen: Sie gibt zu, schon seit sechs Jahren mit Felix verheiratet zu sein. Sich im Urlaub als unverheiratet auszugeben, war für sie „ein Sommerspaß, der aber nicht geglückt ist“. Zum Trost und zum Abschied schenkt sie Eggimann ihren Hund Billy, den er ebenfalls ins Herz geschlossen hat, und Felix übergibt Willy für ein paar Wochen an Jolanda. Man geht freundschaftlich auseinander, und Felix und Felicia wollen nun „diesen Sommer genießen, ohne Auto, ohne Hunde ... nur du und ich.“

## Entstehungs-, Veröffentlichungs- und Rezeptionsgeschichte
Felix und Felicia war Hirschs zweite Buchveröffentlichung nach dem großen Erfolg seines Debütromans Kaiserwetter. Er schrieb die Erzählung im Dezember 1932 und sie erschien Anfang 1933, und zwar nicht wie Kaiserwetter unter Hirschs echtem Namen, sondern unter dem Pseudonym Karl Böttner. Der S. Fischer Verlag wollte so verschleiern, dass er Bücher jüdischer Autoren veröffentlichte. Hirsch erhielt ein Veröffentlichungsverbot und Kaiserwetter fiel der Bücherverbrennung zum Opfer, während sich Felix und Felicia anhaltender Beliebtheit erfreute und bis 1937 in 15 Auflagen gedruckt wurde. Hirsch verließ Deutschland 1936 und wanderte 1937 in die USA aus. Felix und Felicia blieb das einzige seiner Werke, das auch in den USA veröffentlicht wurde, und zwar beim New Yorker Verlag Farrar & Rinehart, herausgegeben und zum Erlernen der deutschen Sprache annotiert von dem Deutschlehrer A. J. F. Zieglschmid.
Nach seiner Rückkehr aus dem Exil fand Hirsch keinen deutschen Verleger, und so erschien die erste Neuauflage erst lange nach seinem Tod, nämlich 2011 beim JMB Verlag mit einem Nachwort von Heiko Postma. Zudem wurde ein Ausschnitt aus der Erzählung 2009 in die Anthologie Bodenseegeschichten von Jochen Kelter und Hermann Kinder aufgenommen.
In seiner 1945 veröffentlichten Autobiografie Heimkehr zu Gott bezeichnet Hirsch Felix und Felicia als „harmlosen Sommer-Roman“, mit dem er versucht habe, die Leser „auf andere Gedanken zu bringen“ und „die Zeit zu ignorieren“. Heiko Postma konstatiert jedoch in seinem Nachwort zur Neuausgabe von 2011, dass die Erzählung gerade durch das Aussparen alles Politischen, aber auch durch bestimmte „merkwürdig doppelbödig[e]“ Formulierungen, „mehr Spuren seiner Entstehungszeit [zeigt], als dem Autor womöglich selber bewußt war“. Daher stellt Postma Felix und Felicia in eine Reihe mit Kurt Tucholskys Schloß Gripsholm (1931) und Erich Kästners Der kleine Grenzverkehr (1938).

## Quelle
Karl Böttner (=Karl Jakob Hirsch): Felix und Felicia. Eine Sommergeschichte. Mit einem Nachwort von Heiko Postma. 2. Auflage. Hannover: JMB-Verlag 2011, ISBN 978-3-940970-90-9